# Zuidelijke stormvogeltjes
Zuidelijke stormvogeltjes (Oceanitidae) zijn een familie van vogels uit de orde buissnaveligen (Procellariiformes). De familie telt tien soorten. De familie is in 2014 afgesplitst van de Hydrobatidae (na 2014: Noordelijke stormvogeltjes).

## Taxonomie
De volgende geslachten zijn bij de familie ingedeeld:
- Oceanites (3 soorten stormvogeltjes)
- Garrodia (1 soort: grijsrugstormvogeltje)
- Pelagodroma (1 soort: bont stormvogeltje)
- Fregetta (4 soorten stormvogeltjes)
- Nesofregetta (1 soort: witkeelstormvogeltje)

Albatrossen · Stormvogels en pijlstormvogels · Noordelijke stormvogeltjes · Zuidelijke stormvogeltjes